# Daytime Divas
Daytime Divas è una serie televisiva statunitense satirica comedy-drama sviluppata da Amy e Wendy Engelberg per VH1. Basata sul libro Satan's Sisters dell'ex co-conduttrice di The View Star Jones. La serie è interpretata da Vanessa Williams, Chole Bridges, Camille Guaty, Fiona Gubelmann e McKinley Freeman. Le riprese principali sono iniziate ad agosto 2016 ad Atlanta, Georgia.